# ダンレク山地
ダンレク山地は、タイ王国とカンボジアおよびラオスの国境付近に広がる山地である。タイ王国側呼称はドンラック山地（ทิวเขาพนมดงรัก）。北側にはコーラート台地があり、南側はカンボジアの平野が広がっている。
世界遺産に登録されている、クメール遺跡のプレアヴィヒア寺院は、この山地上のカンボジア領内にある。

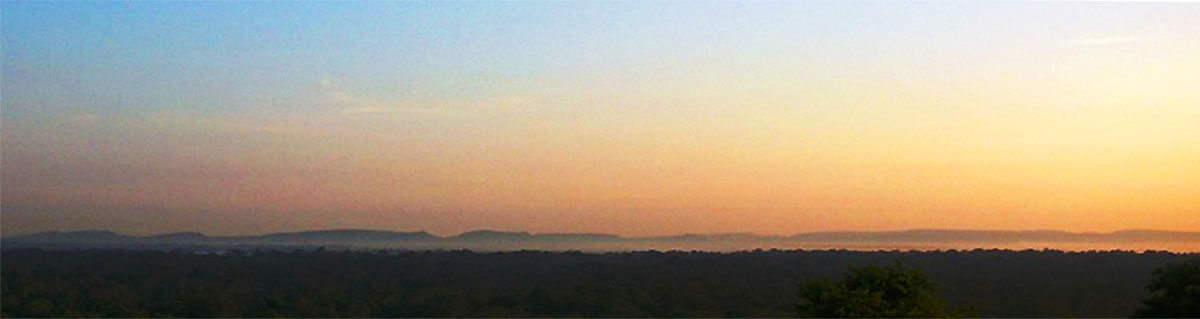
ダンレク山地の夜明けのシルエット、カンボジアから北を望む。